# Melitaea magnifica
Melitaea magnifica är en fjärilsart som beskrevs av Leo Andrejewitsch Sheljuzhko 1935. Melitaea magnifica ingår i släktet Melitaea och familjen praktfjärilar. Inga underarter finns listade i Catalogue of Life.